# Volcà de la Tuta de Colltort
El Volcà de la Tuta de Colltort és un volcà situat al municipi de Sant Feliu de Pallerols, a la comarca catalana de la Garrotxa.